# Ciudad de la Paz
Ciudad de la Paz (más néven Djibloho, korábban Oyala) egy épülő modern nagyváros Egyenlítői-Guineában, a tervek szerint az ország leendő fővárosa.

## A város
Oyala az ország szárazföldi részének belsejében fekszik, az esőerdő közepén, a Wele folyó partján, Wele-Nzas és Centro Sur tartományok határán. A modern város építését Teodoro Obiang Nguema Mbasogo elnök rendelte el, tervei szerint később Oyala lesz az ország fővárosa Malabo helyett. 2014-ben már elkészült több utca és Wele-híd, valamint egy hat sávos autópálya (az Avenida de Justicia) is felépült. Megkezdődött a kormányépületek, egy luxusszálloda (450 szobával, gyógyfürdővel, színházteremmel és konferenciaközponttal), egy kórház, számos lakóépület és néhány kutatóközpont felépítése is. A tervek szerint 80 hektáros területen itt fog felépülni a több mint 8000 diákot befogadni képes Universidad Americana de África Central egyetem is. A 2020-as évek közepére a település lakossága elérheti a 200 000 főt.
A beruházáshoz szükséges óriási pénzösszeget főként az ország olajbevételeiből fedezik: Egyenlítői-Guinea Afrika Szaharától délre eső részének egyik fő olajtermelő országa. Azonban mivel a bevételekből a lakosság nem igen részesül (a többség napi 1$ alatti összegből él), a város építése sokak tiltakozását kiváltotta.
2017 elején az ország kormányzata áthelyezte székhelyét a még mindig csak épülő Oyalába.